# 周昌祚
周昌祚（16世紀—1630年代），雲南楚雄府定遠縣軍籍江西吉安府安福县人。

## 生平
万历四十年（1612年）壬子科雲南乡试举人，天啓五年（1625年）乙丑科進士，通政司观政，疏陳母親孟氏守節得旨旌獎，官大理寺评事，後特擢吏部，因病在北京去世，人們都為他可惜。